# دزيوجاس بارتكوس
دزيوجاس بارتكوس (7 نوفمبر 1989 في ليتوانيا - ) هو لاعب كرة قدم ليتواني في مركز الحراسة يلعب حالياً في نادي البكيرية السعودي ومنتخب ليتوانيا.

## روابط خارجية
- دزيوجاس بارتكوس على موقع الاتحاد الأوربي (الإنجليزية)
- دزيوجاس بارتكوس على موقع قاعدة بيانات كرة القدم.إي يو (الإنجليزية)
- دزيوجاس بارتكوس على موقع ناشيونال فوتبول تيمز (الإنجليزية)
- دزيوجاس بارتكوس على موقع Soccerway.com (الإنجليزية)